# Milanów-Kolonia
Milanów-Kolonia – kolonia leśna w Polsce położona w województwie lubelskim, w powiecie parczewskim, w gminie Milanów.
W latach 1975–1998 miejscowość administracyjnie należała do województwa bialskopodlaskiego.